# Checoslováquia nos Jogos Olímpicos de Verão de 1988
A Checoslováquia participou dos Jogos Olímpicos de Verão de 1988 em Seul, na Coreia do Sul. Conquistou três medalhas de ouro, três de prata e duas de bronze, somando oito no total. Foi a penúltima aparição do país em Jogos Olímpicos.